# Sermoyer
Sermoyer és un municipi francès situat al departament de l'Ain i a la regió d'Alvèrnia-Roine-Alps. L'any 2007 tenia 651 habitants.

## Demografia

### Població
El 2007 la població de fet de Sermoyer era de 651 persones. Hi havia 282 famílies de les quals 86 eren unipersonals (43 homes vivint sols i 43 dones vivint soles), 94 parelles sense fills, 90 parelles amb fills i 12 famílies monoparentals amb fills.
La població ha evolucionat segons el següent gràfic:
Habitants censats

### Habitatges
El 2007 hi havia 343 habitatges, 279 eren l'habitatge principal de la família, 44 eren segones residències i 20 estaven desocupats. 323 eren cases i 19 eren apartaments. Dels 279 habitatges principals, 213 estaven ocupats pels seus propietaris, 59 estaven llogats i ocupats pels llogaters i 8 estaven cedits a títol gratuït; 1 tenia una cambra, 11 en tenien dues, 43 en tenien tres, 97 en tenien quatre i 127 en tenien cinc o més. 214 habitatges disposaven pel capbaix d'una plaça de pàrquing. A 121 habitatges hi havia un automòbil i a 123 n'hi havia dos o més.

### Piràmide de població
La piràmide de població per edats i sexe el 2009 era:
| Homes | Edats   | Dones |
| ----- | ------- | ----- |
| 0     | 95 o +  | 0     |
| 4     | 90 a 94 | 0     |
| 0     | 85 a 89 | 4     |
| 0     | 80 a 84 | 16    |
| 8     | 75 a 79 | 0     |
| 32    | 70 a 74 | 20    |
| 32    | 65 a 69 | 20    |
| 20    | 60 a 64 | 36    |
| 4     | 55 a 59 | 8     |
| 12    | 50 a 54 | 4     |
| 32    | 45 a 49 | 20    |
| 16    | 40 a 44 | 24    |
| 16    | 35 a 39 | 12    |
| 32    | 30 a 34 | 12    |
| 24    | 25 a 29 | 28    |
| 8     | 20 a 24 | 8     |
| 12    | 15 a 19 | 20    |
| 4     | 10 a 14 | 16    |
| 20    | 5 a 9   | 20    |
| 12    | 0 a 4   | 24    |

## Economia
El 2007 la població en edat de treballar era de 394 persones, 291 eren actives i 103 eren inactives. De les 291 persones actives 268 estaven ocupades (153 homes i 115 dones) i 24 estaven aturades (6 homes i 18 dones). De les 103 persones inactives 60 estaven jubilades, 21 estaven estudiant i 22 estaven classificades com a «altres inactius».

### Ingressos
El 2009 a Sermoyer hi havia 286 unitats fiscals que integraven 666,5 persones, la mediana anual d'ingressos fiscals per persona era de 17.325 €.

### Activitats econòmiques
Dels 13 establiments que hi havia el 2007, 1 era d'una empresa alimentària, 1 d'una empresa de fabricació d'altres productes industrials, 5 d'empreses de construcció, 3 d'empreses de comerç i reparació d'automòbils, 1 d'una empresa de transport, 1 d'una empresa financera i 1 d'una empresa de serveis.
Dels 4 establiments de servei als particulars que hi havia el 2009, 2 eren paletes i 2 lampisteries.
Dels 2 establiments comercials que hi havia el 2009, 1 era una botiga de més de 120 m² i 1 una botiga de menys de 120 m².
L'any 2000 a Sermoyer hi havia 14 explotacions agrícoles que ocupaven un total de 1.008 hectàrees.

## Equipaments sanitaris i escolars
El 2009 hi havia una escola elemental.

## Poblacions més properes
El següent diagrama mostra les poblacions més properes.